# Życie Gostynia
Życie Gostynia – tygodnik powiatu gostyńskiego ukazujący się od września 1999 roku. Swoim zasięgiem obejmuje gminy: Gostyń, Krobia, Borek Wielkopolski, Pogorzela, Poniec, Pępowo i Piaski. Gazeta ma charakter publicystyczno-informacyjny. Nakład ok. 3500 egzemplarzy. Redaktorem naczelnym jest Anna Szklarska-Meller.